# Banque populaire Grand Ouest
Pour les articles homonymes, voir Banque populaire (homonymie).
La Banque populaire Grand Ouest (abrégée en BPGO) est une banque régionale et coopérative du Grand Ouest de la France.

## Description
Son siège social et sa direction générale se situent à Saint-Grégoire (Ille-et-Vilaine).

## Historique
La BPGO est créée le 7 décembre 2017, à la suite de la fusion de la Banque populaire Atlantique, de la Banque populaire de l'Ouest, du Crédit maritime Atlantique et du Crédit maritime Bretagne Normandie.
Dans ce cadre, les deux marques « Banque populaire » et « Crédit maritime » sont exploitées de manière complémentaire.